# イクネスしばた

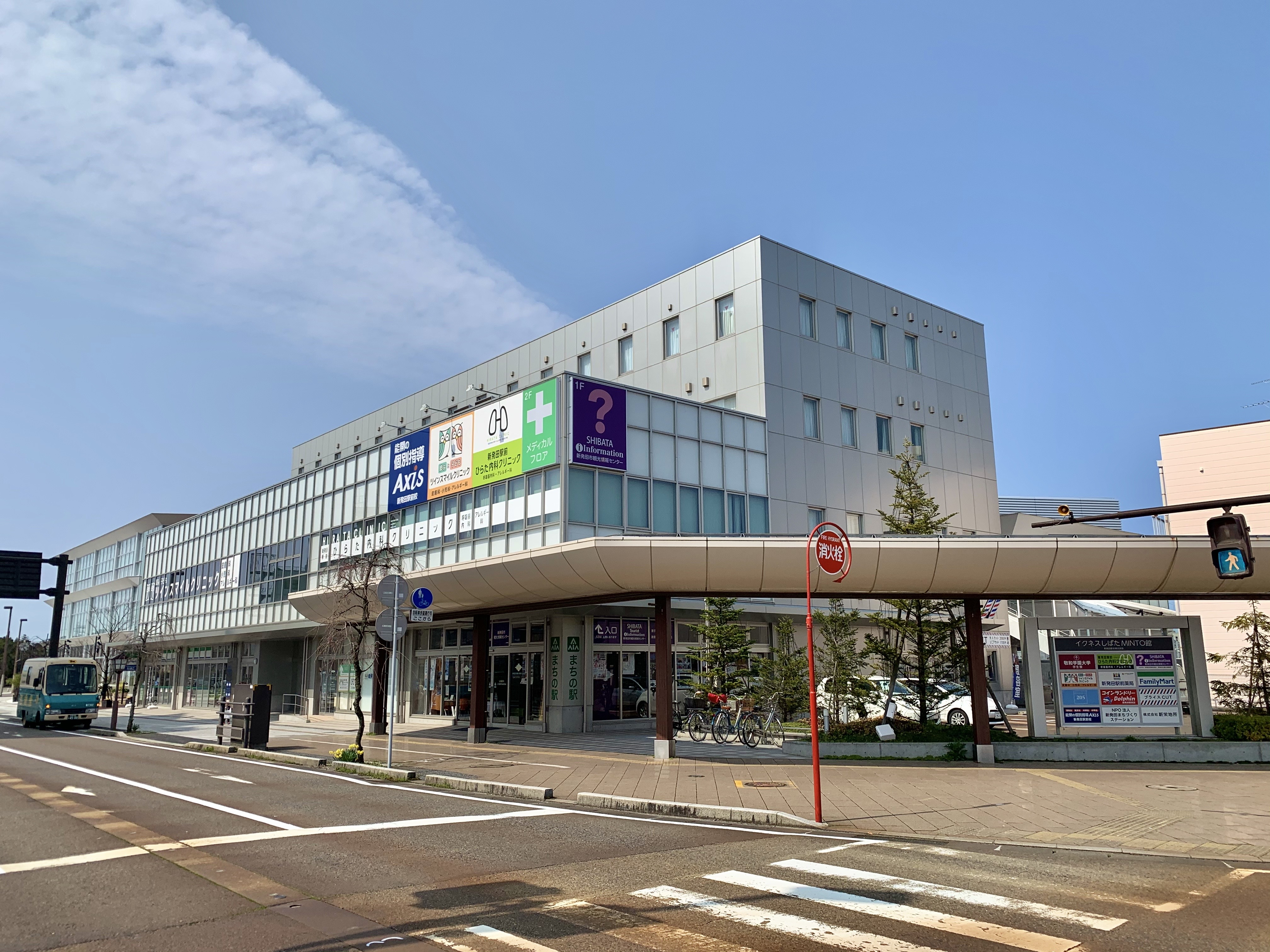
民間棟（MINTO館）

イクネスしばたは、新潟県新発田市にある複合施設。新発田市立中央図書館を核とする行政棟と、観光協会や店舗が入る民間棟（MINTO館）の2棟から成る。施設名称は新発田駅前複合施設。

## 概要
2013年策定の「新発田市中心市街地活性化基本計画」において「まちの顔」として位置づけられ、整備が進められた3施設のひとつであり、2016年（平成28年）4月に民間棟が、同年7月3日に行政棟がオープンした。他の2施設である新発田市役所新庁舎「ヨリネスしばた」、防災公園「アイネスしばた」も同じく2016年度にオープンしている。
中心市街地活性化に向けたJR新発田駅周辺の機能拡充や、同駅前の土地区画整理事業（2003年度～）で長らく残っていた遊休地の活用を目的として建設された。

### 愛称の由来
「イク」は教育・食育・育児の役割を担う施設、学びに行くところ、そこで学んだことをまちへ持って行くという意味を表しており、「ネス」は新発田の方言である。

## 施設

### 行政棟
新発田市立中央図書館を中心に、こどもセンターや市民活動施設などが入っている。2階部分では民間棟や商店街方面と繋がる通路が設けられている。
中央図書館は、もともと駅からやや離れた新発田城三の丸跡の行政施設・公共施設が集中するエリアに位置していた市立図書館（現・新発田市立歴史図書館）を移転・リニューアルした形である。蔵書は約20万冊。

### 民間棟（MINTO館）
新発田市観光協会の観光情報センターが1階にあるほか、コンビニエンスストアをはじめとする民間の店舗や学習塾、医療施設などが入っている。また、敬和学園大学の学生寮の機能も持っている。

## 交通アクセス
公共交通
- JR新発田駅から徒歩1分。

駐車場
行政棟1階の第1駐車場のほか、近隣の空き地を活用した第2・第3駐車場が設けられている。まちなかにおける駐車場としての役割も果たしているが、当施設を利用した場合は駐車料金が減免される。